# Ouklej obecná
Ouklej obecná (Alburnus alburnus) je všežravá sladkovodní ryba z čeledi kaprovitých. Žije v hejnech, zpravidla v dolních tocích řek či průtočných rybnících. Má protáhlé stříbřitě zbarvené štíhlé tělo, dlouhé ostře zašpičatelé ploutve, dorůstá až 30 cm (průměrně však 10 až 20 cm). Má velký invazní potenciál.

## Popis
Hřbetní ploutev má 3 – 4 tvrdé paprsky a 7 – 9 měkkých větvených paprsků, řitní ploutev 3 tvrdé a 14 – 20 měkkých větvených paprsků. V postranní čáře je 40 – 52 šupin (nejčastěji 44 – 50). Požerákové zuby jsou dvouřadé s velmi proměnlivým uspořádáním. Nejčastější je uspořádání podle vzorce 2.5. – 5.2, které bylo zjištěno u necelých 3/4 jedinců.
Tělo je protáhlé a ploché. Hlava je špičatá a relativně malá, ústa jsou otočena nahoru. Ocasní ploutev je dlouhá a má 18 až 23 paprsků. Postranní čára je kompletní. Ouklej má lesklou stříbrnou barvu a ploutve jsou špičaté a bezbarvé.

### Čeho si všímat při běžném pohledu
- protáhlé ze stran zploštělé tělo
- stříbrné zbarvení boků, šedý hřbet
- dlouhé světlé ostře zašpičatělé ploutve, především prsní
- řitní ploutev je dlouhá a mírně vykrojená
- absence červené, žluté a hnědé barvy u ploutví
- horní postavení úst

Dožívá se maximálně 8 let. Pohlavní dospělosti dosahuje mezi druhým a třetím rokem a tře se během dubna až června. Její průměrná hmotnost se uvádí mezi 10 až 60 g, s maximy kolem 100 g.

## Rozšíření
Evropa a Asie: většina Evropy severně od Kavkazu, Pyrenejí a Alp, východně od Uralu a Emby. Přirozeně chybí v Pyrenejském poloostrově, v Jaderském a Egejském moři (s výjimkou povodí Maritza ), v Itálii, Irsku, Velké Británii (kromě jihovýchodu), v Norsku a ve Skandinávii severně od 67 ° s. V Anatolii v Marmarské pánvi. Lokálně zavlečen ve Španělsku, Portugalsku a Itálii. Nejméně jedna země po zavlečení uvádí nepříznivý ekologický dopad.

## Biologie
Obývá otevřené vody jezer a středních až velkých řek. V zimě vytváří velká hejna ve stojatých vodách. Dospělí se vyskytují v hejnech v blízkosti hladiny. Larvy žijí v pobřežní zóně řek a jezer, zatímco dospělé opouštějí břehy a zaujímají pelagický biotop, živí se planktonem, plovoucím hmyzem nebo bezobratlými padajícími na vodní hladinu. Tře se v mělkých vodách nebo podél kamenitých břehů jezer, občas na ponořenou vegetací. Vynikající jako nástraha pro masožravé ryby. Její maso je chutné. Šupiny byly dříve používány při výrobě Essence d'Orient, povlaku pro umělé perly.

## Potrava
Jedná se o hejnovou rybu se sklonem získávat potravu z hladiny nebo ve vodním sloupci. Hejno ouklejí sbírající potravu se prozradí četnými kroužky na hladině. S tímto jevem se můžeme za teplých slunných dnů setkat i uprostřed zimy. Žerou i rohlík a chléb.
Oukleje nesbírají jen suchozemský hmyz z hladiny, ale živí se i vývojovými stadii vodního hmyzu stoupajícícmi k hladině nebo unášenými proudem. Ve velkém počtu loví i plankton, příležitostně také raná stadia potěru a v době tření ryb sbírají jejich jikry. Na zimu se oukleje stahují do hloubek. Na řekách si vybírají buď pomalé proudy nebo vybraná místa v nadjezí. Hromadí se tu často v obrovském počtu a dávají o sobě vědět buď kroužkováním v době oblev nebo útěkem před dotírajícími boleny, kteří je někdy na zimoviště následují. Na jaře postupně táhnou proti proudu na místa výtěru a poté se rozptýlí po řece.

## Význam
V minulosti byla ouklej lovena pro potřeby šperkařství. Guaninové krystalky izolované ze šupin se používaly k barvení umělých perel. Hospodářsky se jedná o nevýznamný druh, který tvoří podstatnou potravní složku dravých ryb. Používá se jako nástražní rybka.